# Mastigoniscus microcephalus
Mastigoniscus microcephalus is een pissebed uit de familie Haploniscidae. De wetenschappelijke naam van de soort is voor het eerst geldig gepubliceerd in 1989 door Gamo.